# 엠플러스
엠플러스(mPlus Corp.)는 대한민국의 이차전지 조립공정 기업이다. 본사는 충청북도 청주시 흥덕구 옥산면 옥산산단로 27에 위치해 있으며 대표이사는 김종성이다. 이차전지 제조장비 조립공정 자동화 장비를 제조한다 국내·외 특허 70건을 등록했고 특허 33건을 출원하였다

## 상장
2017년 9월 20일에 주관사를 키움증권으로 공모가 18,000원에 코스닥 시장에 상장하였다.

## 참고 문헌
1. ↑  엠플러스“매년 20% 성장…2030년 1조 목표”, ET뉴스, 2024.01.04
2. ↑  김준호, NICE디앤비 기술분석보고서-엠플러스, 2024.03.14[깨진 링크(과거 내용 찾기)]
3. ↑  이지은, 엠플러스, 2030년까지 '매출 1조원 달성' 비전 선언, 서울경제, 2024-01-04
4. ↑  이차전지 기업 엠플러스, "2030년까지 매출 1조원 달성"", 디지털투데이, 2024-01-04